# Wiebke Loosen

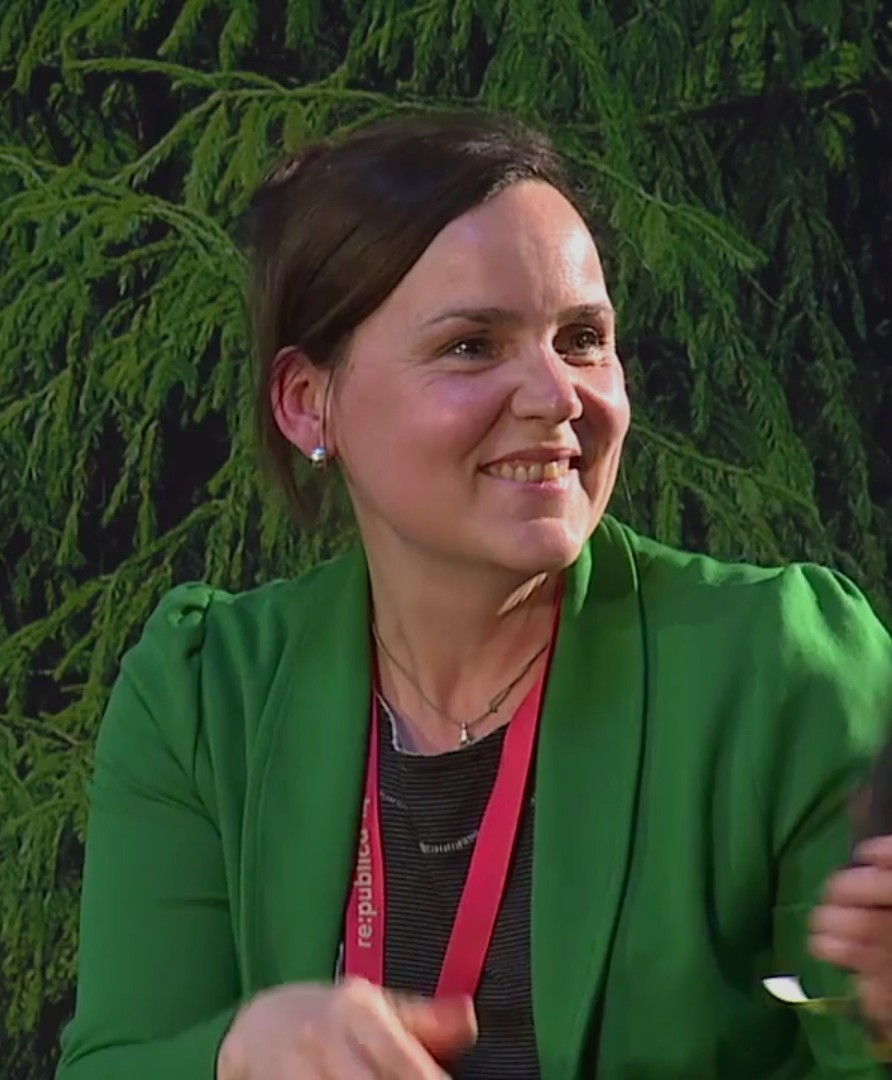
Wiebke Loosen, 2014

Wiebke Loosen (* 1966) ist eine deutsche Kommunikationswissenschaftlerin.

## Werdegang
Wiebke Loosen studierte Kommunikationswissenschaften an der Universität Münster. Als Wissenschaftliche Mitarbeiterin und Assistentin war sie in Münster tätig und wechselte im Jahr 2000 an die Universität Hamburg. 2006/2007 vertrat sie die Professur für Kommunikationswissenschaft mit den Schwerpunkten Online-Kommunikation und Kommunikatorforschung an der Ludwig-Maximilians-Universität München. 2010 habilitierte sich Loosen mit dem Thema „Transformationen des Journalismus und der Journalismusforschung“ am Fachbereich Sozialwissenschaften der Universität Hamburg. Im gleichen Jahr begann sie als Wissenschaftliche Referentin am Hans-Bredow-Institut. 2015 war sie Gastprofessorin für Journalismusforschung am Institut für Kommunikationswissenschaft an der Universität Münster.
Loosens Forschungsschwerpunkte liegen in der Journalismusforschung, der Untersuchung von Online-Kommunikation und Methoden der empirischen Kommunikationsforschung.

## Mitgliedschaften und Engagement
Wiebke Loosen ist Mitglied im Kuratorium der Akademie für Publizistik sowie Mitherausgeberin der Reihe „Aktuell. Studien zum Journalismus“ im Nomos Verlag. Sie gehört zudem der Redaktion der Fachzeitschrift Medien & Kommunikationswissenschaft an, das ebenfalls im Nomos Verlag erscheint.

## Werke
- Schriften von Wiebke Loosen im Katalog der Deutschen Nationalbibliothek
- Die Medienrealität des Sports : Evaluation und Analyse der Printberichterstattung / Wiebke Loosen. Mit einem Geleitw. von Siegfried Weischenberg, Wiesbaden : DUV, Dt. Univ.-Verl., ISBN 978-3-8244-4282-9
- Methodenkombinationen in der Kommunikationswissenschaft : methodologische Herausforderungen und empirische Praxis / Wiebke Loosen/Armin Scholl (Hrsg.), Verlag Köln : von Halem, Erscheinungsdatum: 2012, ISBN 978-3-86962-011-4
- Didaktik der Journalistik : Konzepte, Methoden und Beispiele aus der Journalistenausbildung / Beatrice Dernbach ; Wiebke Loosen (Hrsg.), Verlag Wiesbaden : Springer VS 2012, ISBN 978-3-531-17460-0
- Journalismus und (sein) Publikum : Schnittstellen zwischen Journalismusforschung und Rezeptions- und Wirkungsforschung, Wiebke Loosen ; Marco Dohle (Hrsg.), Verlag Wiesbaden : Springer VS, 2014, ISBN 978-3-531-19820-0
- Publikumsinklusion bei einem ARD-Polittalk : Fallstudienbericht aus dem DFG-Projekt „Die (Wieder-)Entdeckung des Publikums“ / Hans-Bredow-Institut für Medienforschung.  Loosen, Wiebke, Ausgabe Dezember 2013, Verlag Hamburg : Hans-Bredow-Inst. für Medienforschung, ISBN 978-3-87296-124-2